# 윤증 가의 유품
윤증 가의 유품(尹拯 家의 遺品)은 충청남도 공주시 윤흥동, 충남역사문화연구원에 있는 조선시대의 유물이다. 1970년 12월 19일 대한민국의 국가민속문화재 제22호로 지정되었다.

## 개요
조선 후기의 학자인 윤증(1629∼1714)이 사용했던 물건들과 문중에 전해 내려오는 유물이다.
명재(明齋) 윤증은 성리학과 예학에 밝고 학업과 행실이 뛰어나 조정에 천거되어 여러 관직에 임명되었으나 모두 사양하고 충남 논산군 이산에 머물며 학문연구와 후진교육에만 매진했던 조선 숙종 때의 학자이다.
윤증가의 유품은 상투관, 빗, 빗치개, 살쩍밀이, 신, 백목화, 합죽선, 월자, 첩지, 비녀, 인장, 혼천의, 해시계 등의 생활자료와 영당기적, 윤증초상 등의 회화류, 겨울철 여성의 방한모인 아얌 등 복식류가 있다.
복식류를 비롯한 각종 생활자료는 윤증과 그의 후손들이 사용하던 것으로 당시 양반가의 생활상을 보여주는 자료이다. 이중 혼천의(渾天儀)와 해시계는 우리나라 초기 천문과학 형성과정과 당시 유학자들의 우주관을 보여준다. 이밖에 명재선생유상 등을 비롯한 영정 및 관련 자료들은 ＇영당기적＇에 상세히 기록되어 있어 제작시기나 제작에 참여한 여러 화가들을 확인할 수 있다.

## 같이 보기
- 윤증

## 참고 자료
- 윤증 가의 유품 - 국가유산청 국가유산포털